# Thielbek (navio)
O Thielbek foi um cargueiro alemão, afundado junto com outros dois, o SS Cap Arcona e o SS Deutschland, enquanto estavam ancorados na Baía de Lübeck, durante os ataques aéreos britânicos, em 03 de maio de 1945, com a perda de aproximadamente 7 750 vidas (2 750 mortos no Thielbek e aproximadamente 5 000 no Cap Arcona). 

## O Navio
Era um cargueiro, o qual também fazia transporte de passageiros, de 2 815 toneladas de arqueação bruta, com 105 metros de comprimento por 14,7 metros de largura.
Em 17 de abril de 1945, o capitão do Thielbek, Jacob Jacobsen, foi informado de que as embarcações deveriam ser preparadas para uma "operação especial". No dia seguinte, ele e o capitão do Cap Arcona, Heinrich Bertram, foram convocados para uma conferência com a SS local, na qual foram obrigados a assumir a bordo, prisioneiros dos campos de concentração de Neuengamme, Stutthof, e Mittelbau-Dora. Ambos os capitães recusaram, e Jacobsen foi retirado do comando de seu navio, ao passo que Bertram, sob pena de prisão e execução, teve que aceitar o carregamento dos prisioneiros.
Mais tarde, foi revelado pelo chefe da Gestapo em Hamburgo que, conforme as ordens de Himmler, todos os prisioneiros deveriam ser mortos e isso seria feito pelo afundamento deliberado dos navios no Mar Báltico, sob o pretexto de estarem levando-os à Suécia.
O embarque dos presos teve início em 20 de abril, com a presença da Cruz Vermelha sueca. O abastecimento de água no navio era insuficiente para tantas pessoas e, entre 20 a 30 presos morriam por dia. Os presos, com exceção dos presos políticos, permaneceram a bordo durante 2 ou 3 dias antes de serem transferidos para o Cap Arcona.

## O afundamento
Na tarde de 03 de maio, simultaneamente aos ataques contra o Cap Arcona, nove caças-bombardeiros Hawker Tufão do 198º esquadrão da RAF, estacionado em Plantlünne, atacaram o Thielbek e o Deutschland. Os aviões usaram foguetes de alto poder explosivo de 60 Lb, bombas diversas, bem como artilharia aérea com canhões de 20 mm, os quais também foram usados contra os desesperados sobreviventes na água. O navio pegou fogo e adernou cerca de 30º para boreste, afundando 20 minutos depois de ser atacado.
Dos 2 800 presos a bordo do Thielbek, apenas 50 sobreviveram ao ataque. Dos que tentavam nadar até a praia, muitos foram metralhados pelos soldados da SS estacionados na costa. O afundamento se deu na posição 54° 04,3′ N, 10° 50,4′ L.
Os pilotos britânicos afirmaram que eles não sabiam que os navios estavam carregados de prisioneiros oriundos dos campos, e foi somente, em 1975, que souberam que haviam massacrado seus próprios aliados.

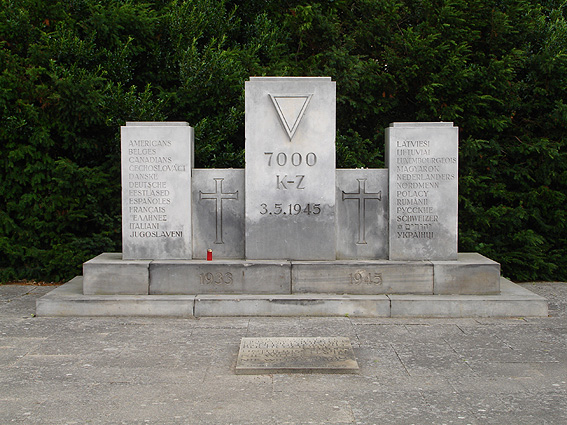
Memorial em homenagem aos mortos no Cap Arcona e no Thielbek. Neustadt in Holstein, Estado de Schleswig-Holstein.

## Pós-Guerra
Quatro anos depois de seu afundamento, o navio foi reflutuado e os restos mortais encontrados a bordo foram sepultados junto com os das vítimas do Cap Arcona no cemitério de Neustadt. O navio foi reparado e retornou ao serviço, tendo sido renomeado Reinbek. Em 1961, o navio foi vendido e rebatizado de Madalena e, posteriormente, de Old Warrior, navegando então sob bandeira panamenha, até ser finalmente desmantelado, no ano de 1974, em Split, Iugoslávia. Por muito tempo, restos humanos continuaram a aparecer nas praias, sendo que o último foi encontrado em 1971, por um garoto de doze anos de idade. Segundo documentos do Instituto Holandês de Documentação de Guerra (NIOD), o governo da Suécia tinha avisado o governo britânico de que os prisioneiros estavam a bordo dos navios. 

## Ligações Externas
- RAF pilots tricked into killing 10000 camp survivors at end of war. Arthur, Max (October 16, 2000). The Independent. Londres.
- The 1945 Sinkings of the Cap Arcona and the Thielbek
- G.Duncan. Maritime Disasters in WWII
- WRECKSITE (Thielbek)